# Gare de Pompey
Gare de Pompey vasútállomás Franciaországban, Pompey településen.

## Vasútvonalak
Az állomást az alábbi vasútvonalak érintik:
- Frouard-Novéant-vasútvonal
- Pompey - Nomeny railway line

## Kapcsolódó állomások
A vasútállomáshoz az alábbi állomások vannak a legközelebb:
- Gare de Marbache
- Gare de Frouard